# Saturday's Children (film 1940)
Saturday's Children è un film del 1940 diretto da Vincent Sherman.

## Trama
In una filastrocca recitata ai bambini per far loro imparare i nomi e il giusto susseguirsi dei giorni della settimana si legge che "il bambino nato di Sabato è coraggioso, bello, buono e allegro".
Il signor Halevy, per quanto persona equilibrata e comprensiva, non è particolarmente contento di come ha trascorso la propria vita: lavoro indefesso per decenni senza peraltro giungere, alle soglie della pensione, ad una posizione lavorativa importante, o a un certo surplus economico che potrebbe rivelarsi utile alle sue due figlie, Florrie, sposata a Willie Sounds, e sua sorella minore, la ventiduenne Bobby. Egli introduce quest'ultima, come segretaria dattilografa, nella ditta in cui egli stesso lavora. Qui Bobby fa la conoscenza di un altro giovane impiegato, il ragionier Rims Rosson, appassionato ideatore di invenzioni che in genere non hanno successo commerciale, se non fosse per la sua ultima trovata agrotecnica, per la quale, con suo grande piacere, gli viene offerto un contratto nelle Filippine. Al party di addio per Rims interviene Bobby, che - quasi inconsapevolmente innamoratasi, ricambiata, di lui - lo convince a non partire, seguendo uno stratagemma, infarcito di menzogne, suggeritole dalla sorella Florrie. Rims, irretito ma nello stesso tempo convinto e innamorato, sceglie di restare: più avanti lui e Bobby si sposano.
Il matrimonio soffre le sue prime difficoltà quando, a causa della guerra in Europa - uno dei principali partners commerciali dell'azienda costretta a ridimensionarsi - Bobby viene licenziata e Rims subisce una diminuzione della paga. Una notte in cui il solitamente morigerato Rims si ubriaca col cognato Willis emerge (in vino veritas) – alla vista di tutta la famiglia - quanto sia stato importante il viaggio oltreoceano a cui Rims ha rinunciato per sposarsi. Ma l'occasione non è veramente venuta meno: Bobby intercetta una lettera destinata al marito, nella quale l'impresa filippina rinnova l'offerta, spiegando peraltro di non essere in grado di aumentare il progettato stipendio dell'uomo per permettergli di portare anche la moglie. Nello stesso tempo, Bobby scopre di essere incinta e – sempre nel tentativo di non lasciare che Rims si allontani da lei, secondo stratagemma – strappa la lettera prima che Rims la veda. La coppia ha un alterco: Bobby confessa al marito i trucchi e le menzogne più o meno intenzionali che ha usato per tenerselo accanto, e i due si separano. Rims decide di partire per le Filippine la notte stessa.
Bobby tuttavia non dice a Rims di essere incinta: non vuole più usare sotterfugi con lui. Lo confessa invece al padre. Il signor Halevy e Rims sono rimasti in ottimi rapporti: Rims confessa al suocero che la separazione sarebbe evitabile se solo si potesse disporre di 1000 dollari, somma non eccessivamente elevata ma di cui nessuno dispone. 
La sera, il signor Halevy si reca nell'edificio della ditta presso cui lavora. Sale al decimo piano, e, dopo aver manomesso il meccanismo dell'ascensore, vi entra e scende, preparandosi ad uno schianto che avrebbe fruttato alla figlia, come risarcimento dell'"incidente", il denaro necessario per evitare la separazione. All'ultimo istante il guardiano notturno riesce ad evitare il collasso mortale.
All'ospedale il signor Halevy racconta alla figlia e a Rims la verità su quanto è successo. Rims capisce come i signor Halevy sia stato disposto addirittura al sacrificio pur di tenere la giovane coppia assieme, e rinuncia alla partenza, motivato a fronteggiare le difficoltà e ad essere, come il bambino nato il sabato – alle volte i ricordi infantili rinvengono inaspettatamente alla mente -, coraggioso, bello, buono e allegro. Bobby rivela infine al marito di stare aspettando un bambino.  

## Produzione
Il film fu prodotto dalla Warner Bros. con il titolo di lavorazione Married, Pretty and Poor.

## Distribuzione
Il copyright del film, richiesto dalla Warner Bros. Pictures, Inc., fu registrato il 11 maggio 1940 con il numero LP9629.
Distribuito dalla Warner Bros., il film uscì nelle sale cinematografiche statunitensi l'11 maggio 1940 dopo essere stato presentato in prima a New York il 4 maggio 1940.